# Slaget vid Tybrind Vig
Slaget vid Tybrind Vig var ett slag under Karl X Gustavs första danska krig, som ägde rum 30 januari 1658.  De svenska trupperna som leddes av Karl X Gustav och Carl Gustav Wrangel kom tågande från Jylland på isen över Lilla Bält och stötte vid Tydbrind Vig ihop med danska trupper som legat i ställning vid udden Iversnæs på Fyns västkust. Den svenska segern innebar att Fyn var erövrat.